# Scientific Reports
Scientific Reports er et online fagfællebedømt videnskabeligt megatidsskrift med åben adgang udgivet af Nature Research, der dækker alle områder af naturvidenskab. Tidsskriftet blev lanceret i 2011. Tidsskriftet har meddelt, at deres mål er udelukkende at vurdere den videnskabelige validitet af en indsendt artikel frem for dets opfattede vigtighed, betydning eller effekt.
I september 2016 blev Scientific Reports det største tidsskrift i verden målt efter antallet af artikler, idet det passerede PLOS ONE.

## Abstacts og indeksering
Tidsskriftet har abstracts og bliver indekseret i Chemical Abstracts Service, Science Citation Index og selektivt i Index Medicus/MEDLINE/PubMed. Ifølge Journal Citation Reports havde tidsskriftet en 2-årig effektfaktor på 3,998 i 2019 og en 5-årig effektfaktor på 4,576. Den 2-årige effektfaktor for Scientific Reports er steget med 0,38 i 2020, og den omtrentlige procentvise ændring er 9,53 %, i forhold til det foregående år 2019, hvilket viser en stigende tendens.

## Fagfællebedømmelse og acceptrate
Tidsskriftet er blevet beskrevet som et megatidsskrift, konceptuelt svarende til PLOS ONE, med en forretningsmodel baseret på artikelbehandlingsgebyrer. Tidsskriftets redaktion er ekstrem stor med flere tusinde oplistede medlemmer.  Vejledningen til fagfællebedømmelse siger, at for at blive offentliggjort skal "en artikel være videnskabeligt gyldig og teknisk sund i metodologi og analyse", og bedømmelsen skal sikre, at manuskripter "ikke vurderes ud fra deres opfattede vigtighed, betydning eller effekt", men denne procedure er blevet draget i tvivl.
Acceptraten for Scientific Reports blev angivet af tidsskriftet til at være 48 % i 2019.
Kritikere, såsom Derek Lowe, hævder, at Scientific Reports har en tendens til at offentliggøre værdiløs forskning og har sat spørgsmålstegn ved bedømmelsesprocessen.